# Долорес Клэйборн (фильм)
«Долорес Клэйборн» (англ. Dolores Claiborne) — психологический триллер режиссёра Тейлора Хэкфорда, вышедший на экраны в 1995 году. Экранизация одноимённого произведения Стивена Кинга.

## Сюжет
В городке, на небольшом острове, происходит убийство пожилой состоятельной дамы Веры Донован (Джуди Парфитт), обвинения падают на её служанку, женщину в годах, с суровым нравом, по имени Долорес Клейборн (Кэти Бейтс). Все улики указывают на её причастность, так как женщина упала с лестницы, несмотря на то, что давно не ходила, однако, следствие ещё впереди. В родной город, чтобы поддержать мать, возвращается дочь Долорес, журналистка из Нью-Йорка, по имени Селена (Дженнифер Джейсон Ли). Долорес безуспешно пытается доказать свою невиновность, однако все до последнего в городе уверены, что она убила своего работодателя так же, как когда-то убила мужа. Детектив, который не сумел доказать двадцать лет назад виновность Долорес, намеревается взять реванш.
Дочь Долорес, Селена, тоже считает, что её мать убила отца, именно поэтому она долгие годы с ней не разговаривала. Далее показываются воспоминания Долорес, в которых её муж Джо предстает злым алкоголиком, избивающим её и домогающимся маленькой Селены. Долорес копила деньги на образование дочери, но когда узнала о домогательствах мужа, пыталась снять деньги из банка и бежать с дочерью. Однако её муж уже давно забрал деньги и пропил их.
Вернувшись в настоящее, Долорес рассказывает, что Вера просила её помочь покончить жизнь самоубийством, разумеется, сыщики ей не верят. Всё осложняется тем, что, согласно завещанию Веры Донован, Долорес — единственный наследник. Детектив Маккей практически убеждает Селену в виновности матери. Наконец Долорес решает рассказать дочери правду. Именно Вера Донован много лет назад подсказала ей, как убить мужа. Долорес говорит, что была доведена до отчаянья, узнав о домогательствах Джо к своей дочери, которые Селена, разумеется, отрицает.
Долорес вновь ударяется в воспоминания двадцатилетней давности, в которых Вера, как обычно, измывается над ней, Долорес начинает плакать и рассказывает о своём положении. Тон Веры меняется, и она намекает Долорес на то, что помогла умереть своему мужу когда-то, инсценировав несчастный случай. Общее между женщинами сближает их, помогает Долорес взять контроль над собственной жизнью.
Для этого Долорес выбирает время затмения, когда Селена, будучи ребёнком, подрабатывает в местном отеле, так как в это время на острове много туристов. Долорес покупает виски своему мужу Джо и дожидается его возвращения с рыбалки. Когда он, вернувшись домой, напивается, она заводит с ним разговор, в котором обличает его преступления, воровство денег и домогательства к дочери. Джо в ярости пытается убить Долорес, попадает в её ловушку и падает в старый колодец, где она и оставляет его умирать.
Вернувшись в наше время, Селена слышит рассказ матери, записанный на плёнку. Уже покидая остров, Селена вдруг вспоминает о том, как её отец домогался её. Она возвращается к своей матери, где из той выбивают признание по делу Веры Донован. Не имея достаточных доказательств, чтобы обвинить Долорес, детектив Маккей вынужден её отпустить, так как срок давности по убийству мужа истёк.
Долорес обнимает дочь на причале, и та возвращается в Нью-Йорк.

## В ролях
- Кэти Бейтс — Долорес Клэйборн
- Дженнифер Джейсон Ли — Селена Сент-Джордж
- Джуди Парфитт — Вера Донован
- Кристофер Пламмер — детектив Джон Макки
- Дэвид Стрэтэйрн — Джо Сент-Джордж
- Эрик Богосян — Питер
- Джон К. Рейли — констебль Фрэнк Стэмшоу
- Эллен Муф — юная Селена
- Боб Гантон — мистер Пиз

## Награды и номинации
- 1995 — приз кинофестиваля в Токио за лучшую женскую роль второго плана (Эллен Муф).
- 1996 — три номинации на премию «Сатурн»: лучшая актриса (Кэти Бейтс), лучшая актриса второго плана (Дженнифер Джейсон Ли), лучшая музыка (Дэнни Эльфман).
- 1996 — номинация на премию Эдгара Аллана По за лучший фильм (Тони Гилрой).